# Mason (Tennessee)
Mason è un comune degli Stati Uniti d'America, situato nello Stato del Tennessee, nella Contea di Tipton.